# Lill-Tågsjön
Lill-Tågsjön är en sjö i Örnsköldsviks kommun i Ångermanland och ingår i Moälvens huvudavrinningsområde. Sjön har en area på 1,11 kvadratkilometer och ligger 267,1 meter över havet. Sjön avvattnas av vattendraget Skyttelbäcken.

## Delavrinningsområde
Lill-Tågsjön ingår i det delavrinningsområde (705768-159215) som SMHI kallar för Utloppet av Lill-Tågsjön. Medelhöjden är 292 meter över havet och ytan är 6,62 kvadratkilometer. Det finns ett avrinningsområde uppströms, och räknas det in blir den ackumulerade arean 9,56 kvadratkilometer. Skyttelbäcken som avvattnar avrinningsområdet har biflödesordning 3, vilket innebär att vattnet flödar genom totalt 3 vattendrag innan det når havet efter 85 kilometer. Avrinningsområdet består mestadels av skog (70 procent). Avrinningsområdet har 1,11 kvadratkilometer vattenytor vilket ger det en sjöprocent på 16,8 procent.